# Maureen Connolly
Maureen Catherine »Mo« Connolly Brinker, ameriška tenisačica, * 17. september 1934, San Diego, ZDA, † 21. junij 1969, Dallas, ZDA.
Maureen Connolly je v kratki karieri dosegla devet posamičnih zmag v devetih finalnih nastopih na turnirjih za Grand Slam in kot prva tenisačica osvojila pravi oz. koledarski Grand Slam. Po trikrat je osvojila Nacionalno prvenstvo ZDA in Prvenstvo Anglije, dvakrat Amatersko prvenstvo Francije in enkrat Prvenstvo Avstralije, leta 1954 je osvojila vse štiri. Dosegla je tudi dve zmagi v ženskih in eno v mešanih dvojicah. Leta 1955 je ob padcu s konja utrpela poškodbo noge in morala končati kariero stara dvajset let. Leta 1968 je bila sprejeta v Mednarodni teniški hram slavnih.

## Finali Grand Slamov

### Posamično (9)

#### Zmage (9)
| Leto | Turnir                           | Nasprotnica v finalu | Rezultat finala |
| 1951 | Nacionalno prvenstvo ZDA         | Shirley Fry          | 6–3, 1–6, 6–4   |
| 1952 | Prvenstvo Anglije                | Louise Brough        | 6–4, 6–3        |
| 1952 | Nacionalno prvenstvo ZDA (2)     | Doris Hart           | 6–3, 7–5        |
| 1953 | Prvenstvo Avstralije             | Julia Sampson        | 6–3, 6–2        |
| 1953 | Amatersko prvenstvo Francije     | Doris Hart           | 6–2, 6–4        |
| 1953 | Prvenstvo Anglije (2)            | Doris Hart           | 8–6, 7–5        |
| 1953 | Nacionalno prvenstvo ZDA (3)     | Doris Hart           | 6–2, 6–4        |
| 1954 | Amatersko prvenstvo Francije (2) | Ginette Bucaille     | 6–4, 6–1        |
| 1954 | Prvenstvo Anglije (3)            | Louise Brough        | 6–2, 7–5        |

### Ženske dvojice (6)

#### Zmage (2)
| Leto | Turnir                       | Partnerica       | Nasprotnici v finalu            | Rezultat finala |
| 1953 | Prvenstvo Avstralije         | Julia Sampson    | Beryl Penrose Mary Bevis Hawton | 6–4, 6–2        |
| 1954 | Amatersko prvenstvo Francije | Nell Hall Hopman | Maude Galtier Suzanne Schmitt   | 7–5, 4–6, 6–0   |

#### Porazi (4)
| Leto | Turnir                       | Partnerica          | Nasprotnici v finalu   | Rezultat finala |
| 1952 | Prvenstvo Anglije            | Louise Brough Clapp | Doris Hart Shirley Fry | 6–8, 3–6        |
| 1952 | Nacionalno prvenstvo ZDA     | Louise Brough Clapp | Doris Hart Shirley Fry | 8–10, 4–6       |
| 1953 | Amatersko prvenstvo Francije | Julia Sampson       | Doris Hart Shirley Fry | 4–6, 3–6        |
| 1953 | Prvenstvo Anglije (2)        | Julia Sampson       | Doris Hart Shirley Fry | 0–6, 0–6        |

### Mešane dvojice (3)

#### Zmage (1)
| Leto | Turnir            | Partner  | Nasprotnika v finalu           | Rezultat finala |
| 1954 | Prvenstvo Anglije | Lew Hoad | Jacqueline Patorni Rex Hartwig | 6–4, 6–3        |

#### Porazi (2)
| Leto | Turnir               | Partner             | Nasprotnika v finalu      | Rezultat finala |
| 1953 | Prvenstvo Avstralije | Hamilton Richardson | Julia Sampson Rex Hartwig | 4–6, 3–6        |
| 1953 | Prvenstvo Anglije    | Mervyn Rose         | Doris Hart Vic Seixas     | 6–4, 4–6, 0–6   |